# Octodon pacificus
El degú de isla Mocha (Octodon pacificus) es una especie de roedor del género Octodon de la familia Octodontidae. Habita en una isla costera del borde sudoeste del Cono Sur de Sudamérica.

## Taxonomía
Esta especie fue descrita originalmente en el año 1994 por el zoólogo Rainer Hutterer, si bien la primera colección de ejemplares de este taxón se hizo en el año 1959.
Holotipo
El holotipo designado es el catalogado como: ZFMK 92 384. Se trata de la piel y el cráneo de una hembra adulta, colectados por Francisco Behn el 16 de enero de 1959 (con número de campo L 6). La piel está en buenas condiciones, la mandíbula está completa, pero el cráneo carece del occipital y las bulas.
Paratipos
Los paratipos son 3; corresponden a pieles y cráneos de otra hembra adulta (ZFMK 92 383) y de 2 juveniles (ZFMK 92 385-6), recogidos entre el 11 y el 24 de enero de 1959 también por F. Behn.
Localidad tipo
La localidad tipo referida es: “Isla Mocha (38°22′S 73°55′W), Provincia de Arauco, Chile”.
Etimología
Etimológicamente, el término específico pacificus es un topónimo que refiere al cuerpo marino donde se ubica la isla donde vive esta especie: el océano Pacífico.

## Características y costumbres
Este degú morfológicamente es más grande y más pesado que las restantes 3 especies continentales del género. Dentro de los octodóntidos esta especie posee características relativamente primitivas, incluyendo pelaje largo y una cola que carece de un penacho destacado. 
La longitud de la cabeza más el cuerpo es de 195 mm; la de la cola es de 180 mm; la del cráneo es de 50,5 mm; la de la oreja es de 18,7 mm.
Es un roedor herbívoro y de hábitos diurnos.

## Distribución geográfica

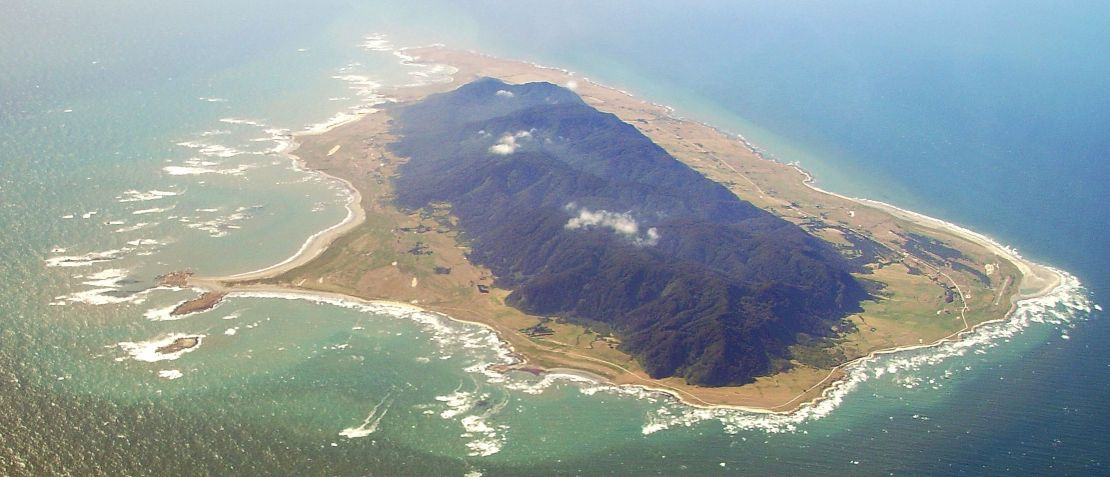
La isla Mocha es el único lugar del mundo donde esta especie habita.

Este roedor es un endemismo de Chile, específicamente de la pequeña isla Mocha (38°22′S 73°55′W), situada a 31 km de la costa.
Este territorio insular de la provincia de Arauco (Región del Bío-Bío), presenta una serranía que alcanza los 390 m s. n. m., la cual está cubierta de bosque nativo.

## Conservación
La superficie total de este territorio insular es de aproximadamente 4800 hectáreas, y si bien forma parte de un área silvestre protegida bajo el cuidado de la Corporación Nacional Forestal (Conaf), el roedor debe compartirla con cerca de 800 personas que la habitan, a los que se suman turistas. El mayor daño se relaciona a la pérdida de su hábitat, el bosque valdiviano, el cual solo sobrevive, degradado, en la parte serrana, ya que los isleños han transformado todas las tierras bajas en praderas, luego de una intensa desforestación. 
Desde 1994 no se habían vuelto a capturar ejemplares, a pesar de varios intentos, hasta que en diciembre de 2015 fue encontrado un individuo muerto, que resultó ser una hembra preñada. Se sospecha que podrían estar muriendo en las trampas que los lugareños colocan para combatir a las introducidas ratas negras.
Se cree que el número total de ejemplares que componen su población habría pasado a ser extremadamente pequeño. Por esta razón pasó a ser categorizada desde “vulnerable” (como se la consideró luego de su descubrimiento) a “en peligro crítico”.
En marzo de 2024, equipos de CONAF y tesistas de la Universidad de Chile anunciaron la captura de cuatro individuos vivos, los cuales después de ser estudiados fueron devueltos a su hábitat.